# Bistum Agder und Telemark

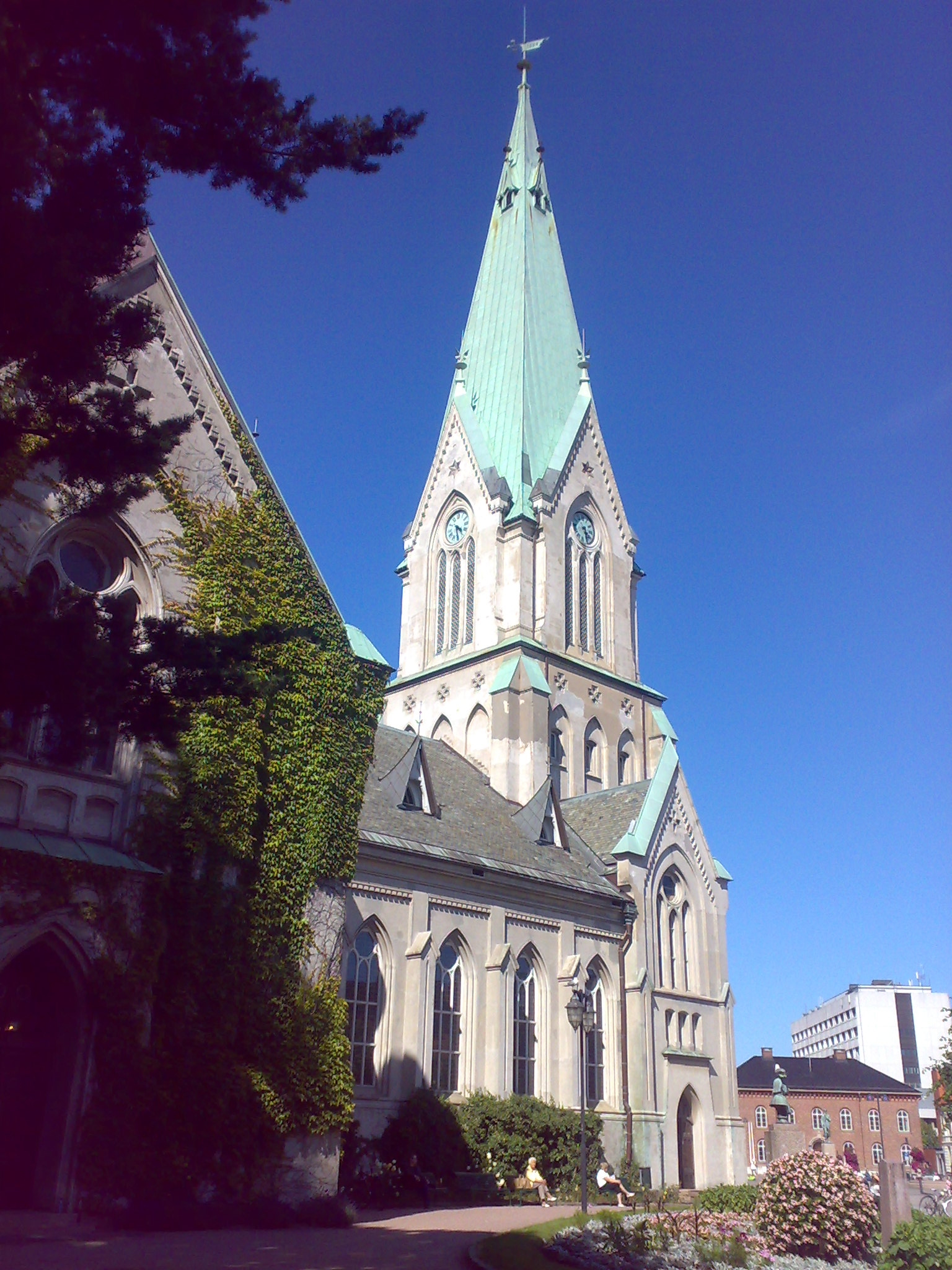
Dom zu Kristiansand

Karte der lutherischen Bistümer in Norwegen

Das Bistum Agder und Telemark (norwegisch: Agder og Telemark bispedøme) ist eine der elf Diözesen der evangelisch-lutherischen Norwegischen Kirche. Es besteht unter diesem Namen erst seit 2005, geht aber auf das mittelalterliche Bistum Stavanger zurück und hieß von 1682 bis 1918 Bistum Christianssand. Als Bischof amtiert seit 2013 Stein Reinertsen. Die Kathedrale ist der Dom zu Kristiansand.

## Geschichte

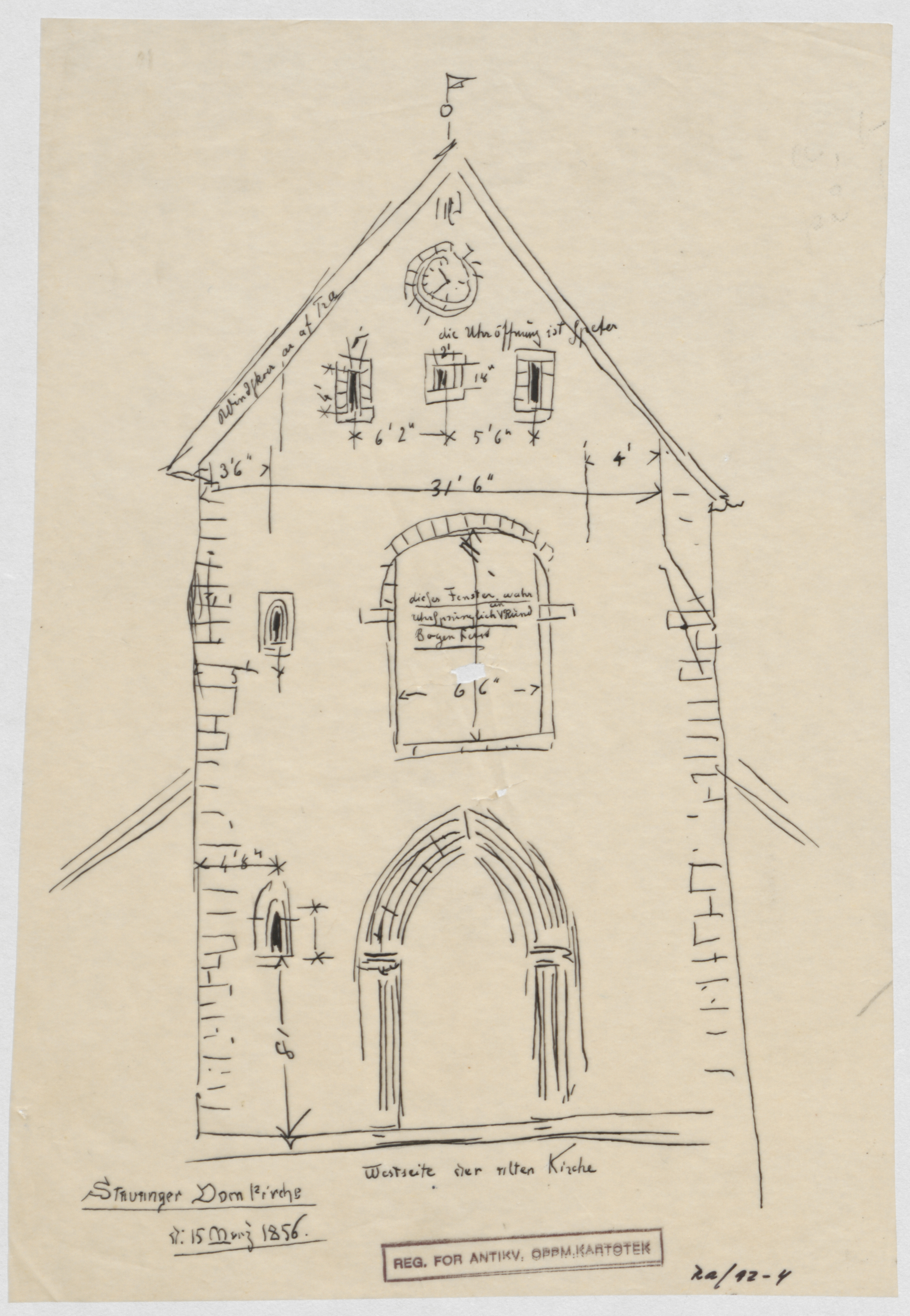
Westseite der alten Kathedrale von Stavanger

Das Bistum Stavanger wurde im Jahr 1125 aus dem Bistum Bjørgvin herausgelöst und umfasste die Gebiete Rogaland, Agder, Valdres und Hallingdal sowie die Pfarreien Eidfjord und Røldal im früheren Hordaland. Der erste Bischof war Reinald von Stavanger begann gleich mit dem Bau der Kathedrale von Stavanger und richtete ein Domkapitel ein. Bis zum Spätmittelalter bestimmten meist die norwegischen Könige über die Einsetzung der Bischöfe. Das einzige bedeutende Kloster war das Augustinerkloster Utstein auf der Insel Klosterøy nördlich von Stavanger. Der letzte römisch-katholische Bischof Hoskold Hoskoldsson wurde 1537 abgesetzt und gefangen genommen.
Mit dem Sieg des evangelischen Herzogs Christian in der Grafenfehde war auch in Norwegen der Weg frei für die Reformation. Der neue König Christian III. wandelte die mittelalterlichen Bistümer 1537 in Superintendenturen um und setzte lutherische Theologen als Superintendenten (erst im 17. Jahrhundert nahmen sie wieder den Bischofstitel an) ein. Das Bistum Stavanger blieb zunächst vakant, bis 1541 Jon Guttormssøn als Superintendent eingesetzt wurde. 1631 wurden Valdres und Hallingdal an das Bistum Oslo abgegeben, 1636 Eidfjord an das Bistum Bjørgvin. Dafür kam Øvre Telemark 1631 vom Bistum Oslo nach Stavanger.
Am 6. Mai 1682 ordnete König Christian V. an, dass der Sitz des Bistums und des ihm auf der weltlichen Verwaltungsebene entsprechenden Stiftamts in die erst 1641 gegründete Stadt Kristiansand (bis 1877 Christianssand) verlegt werden sollten, um deren Bedeutung zu stärken. Während der Stiftamtmann Ludvig Holgersen Rosenkrantz spätestens im nächsten Jahr in Kristiansand residierte, verweigerte Bischof Jacob Jensen Jersin den Umzug. Erst nach dem verheerenden Stadtbrand Stavangers im November 1684 zog auch er an den neuen Bistumssitz um. Damit änderte das Bistum seinen Namen in Bistum Christianssand, ohne dass sich an dem Gebiet etwas änderte. Zum 1. Januar 1919 wurde das Bistum in Bistum Agder umbenannt.
1925 wurde das (neue) Bistum Stavanger abgetrennt. Sein Gebiet war die Provinz (Fylke) Rogaland, während die Provinzen Vest-Agder, Aust-Agder (seit 2020 zusammen Agder) und Telemark beim Bistum Agder blieben. Am 1. Januar 2005 wurde der Name in Bistum Agder und Telemark geändert.

## Umfang
Das Bistum umfasst (Stand 2022) 110 Kirchengemeinden in neun Propsteien (norwegisch prosti). 2021 gehörten 314.683 Personen zur Norwegischen Kirche, was 65 % der Bevölkerung entspricht.

## Bischöfe
Zu den vorreformatorischen Bischöfen siehe Liste der römisch-katholischen Bischöfe von Norwegen#Bischöfe von Stavanger

### Lutherische Bischöfe von Stavanger 1541–1684
- 1541–1557 Jon Guttormssøn
- 1558–1571 Jens Riber
- 1571–1604 Jørgen Erikssøn
- 1605–1626 Laurits Clausen Scavenius
- 1627–1654 Thomas Cortsønn Wegner
- 1655–1661 Markus Christensen Humble
- 1661–1680 Christian Madssøn Tausan
- 1680–1682 Jacob Jensen Jersin

### Lutherische Bischöfe von Christianssand 1684–1918
- 1684–1694 Jacob Jensen Jersin
- 1694–1699 Hans Munch
- 1699–1705 Ludvig Stoud
- 1705–1720 Jens Bircherod
- 1720–1733 Christopher Nyrop
- 1733–1751 Jacob Kærup
- 1751–1759 Rasmus Paludan
- 1759–1762 Jens Christian Spidberg
- 1762–1778 Ole Tidemand
- 1778–1789 Eiler Hagerup der Jüngere
- 1789–1798 Hans Heinrich Tübring
- 1798–1804 Peder Hansen
- 1804–1805 Jens Bloch
- 1805–1810 Johan Michael Keyser
- 1811–1823 Christian Sørenssen
- 1823–1832 Johan Storm Munch
- 1832–1840 Mathias Sigwardt
- 1841–1874 Jacob von der Lippe
- 1874–1881 Jørgen Engebretsen Moe
- 1882–1884 Jørgen Johan Tandberg
- 1885–1889 Jakob Sverdrup Smitt
- 1889–1904 Johan Christian Heuch
- 1904–1908 Gunvald Thorkildsen
- 1908–1913 Kristian Vilhelm Koren Schjelderup der Ältere
- 1914–1918 Bernt Støylen

### Lutherische Bischöfe von Agder seit 1919
- 1919–1930 Bernt Støylen
- 1930–1946 James Maroni
- 1946–1951 Johannes Smemo
- 1951–1957 Johannes Smidt
- 1957–1973 Kaare Støylen
- 1973–1983 Erling Utnem
- 1983–1998 Halvor Bergan
- 1998–2005 Olav Skjevesland

### Lutherische Bischöfe von Agder und Telemark seit 2005
- 2005–2012 Olav Skjevesland
- seit 2013 Stein Reinertsen